# Robert Englaro
Robert Englaro (ur. 28 sierpnia 1969 w Novo mesto) – słoweński piłkarz występujący na pozycji obrońcy.

## Kariera
Jest wychowankiem Olimpiji Lublana. W barwach tego klubu występował w latach 1988−1996. W tym czasie świętował zdobycie 4 mistrzostw Słowenii (1992, 1993, 1994, 1995) oraz dwóch pucharów kraju (1993, 1996). Na początku 1997 roku został piłkarzem klubu z Serie B, US Foggia. Po zakończeniu sezonu 1996/1997 odszedł do Atalanty BC. W ciągu trzech lat gry w tej drużynie rozegrał 13 meczów ligowych. W sezonie 2001/2002 występował w NK Ljubljana.
W reprezentacji Słowenii zadebiutował w 1992 roku. W sumie zagrał w niej 36 meczów, w których nie zdobył żadnej bramki.